# 明光寺
明光寺（みょうこうじ）は、京都市にある浄土真宗本願寺派の寺院。山号は能谷山。本尊は阿弥陀如来。

## 概要
浅井長政の従弟にあたる了善（井口五郎俊政）によって創建されたと伝わる（長政の父浅井久政の正室であった阿古御料人は井口氏の出身）。近世初期には、堀内道場、柳原道場とも呼ばれた。慶長年間に現在地に移り、明光寺となる。
第14代住職の浅田良秀は明治期に京都府議会議員をつとめた。
立命館大学総長の末川博は同寺の門徒であった。

## 禁裏御用水
かつて鴨川から御所まで引かれていた用水の跡が2010年に境内で確認された。この用水は江戸時代から明治末年まで使われていた。現在一部が復元され、本堂と庫裏の間を流れる様子が再現されている。